# Grmov
Grmov est une localité de Croatie située dans la municipalité de Cres, comitat de Primorje-Gorski Kotar. Au recensement de 2001, elle comptait 2 habitants.

## Démographie
| 1948 | 1953 | 1961 | 1971 | 1981 | 1991 | 2001 |
| ---- | ---- | ---- | ---- | ---- | ---- | ---- |
| 61   | 49   | 34   | 25   | 12   | 8    | 2    |